# Vålberg
Vålberg är en tätort i Karlstads kommun invid Norsälven vilken samhället Älvenäs utgör en del av.

## Befolkningsutveckling
| Befolkningsutvecklingen i Vålberg 1960–2020                                                      | Befolkningsutvecklingen i Vålberg 1960–2020 | Befolkningsutvecklingen i Vålberg 1960–2020 | Befolkningsutvecklingen i Vålberg 1960–2020 | Befolkningsutvecklingen i Vålberg 1960–2020 |
| ------------------------------------------------------------------------------------------------ | ------------------------------------------- | ------------------------------------------- | ------------------------------------------- | ------------------------------------------- |
|                                                                                                  |                                             |                                             |                                             |                                             |
| År                                                                                               |                                             |                                             | Folkmängd                                   | Areal (ha)                                  |
| 1960                                                                                             | 1960                                        |                                             | 3 324                                       |                                             |
| 1965                                                                                             | 1965                                        |                                             | 3 805                                       |                                             |
| 1970                                                                                             | 1970                                        |                                             | 4 381                                       |                                             |
| 1975                                                                                             | 1975                                        |                                             | 4 474                                       |                                             |
| 1980                                                                                             | 1980                                        |                                             | 4 428                                       |                                             |
| 1990                                                                                             | 1990                                        |                                             | 3 808                                       | 572                                         |
| 1995                                                                                             | 1995                                        |                                             | 2 998                                       | 397                                         |
| 2000                                                                                             | 2000                                        |                                             | 2 800                                       | 388                                         |
| 2005                                                                                             | 2005                                        |                                             | 2 805                                       | 388                                         |
| 2010                                                                                             | 2010                                        |                                             | 2 770                                       | 386                                         |
| 2015                                                                                             | 2015                                        |                                             | 2 848                                       | 322                                         |
| 2020                                                                                             | 2020                                        |                                             | 2 812                                       | 308                                         |
| Anm.: Sammanvuxen med Norsbron 1975, Norsbron utbruten ur Vålberg 1995. Medskog sammanvuxen 2023 |                                             |                                             |                                             |                                             |

## Näringsliv
I Älvenäs, som utgör en del av Vålberg, låg bland annat industrin Svenska Rayon AB. De numera nedlagda företagen Karlstadplattan, Bobinfabriken, Holmstrands Plåtindustri, Nors Mekaniska Verkstad, Nylonfabriken, Älvsbyhus och Norsälvens Sågverk (Moelven) var belägna i Vålberg. 
I den mindre orten Lillerud, öster om Vålberg, finns Lillerudsgymnasiet.

## Kända personer från Vålberg
- Jenny Sjöwall, bågskytt blev femma i OS 1988 i Seoul.
- Ulrika Sjöwall, världsmästare i Compound 2001.
- Johan Koskiranta, innebandymålvakt, proffs i Danmark.